# Longo von Liebenstein

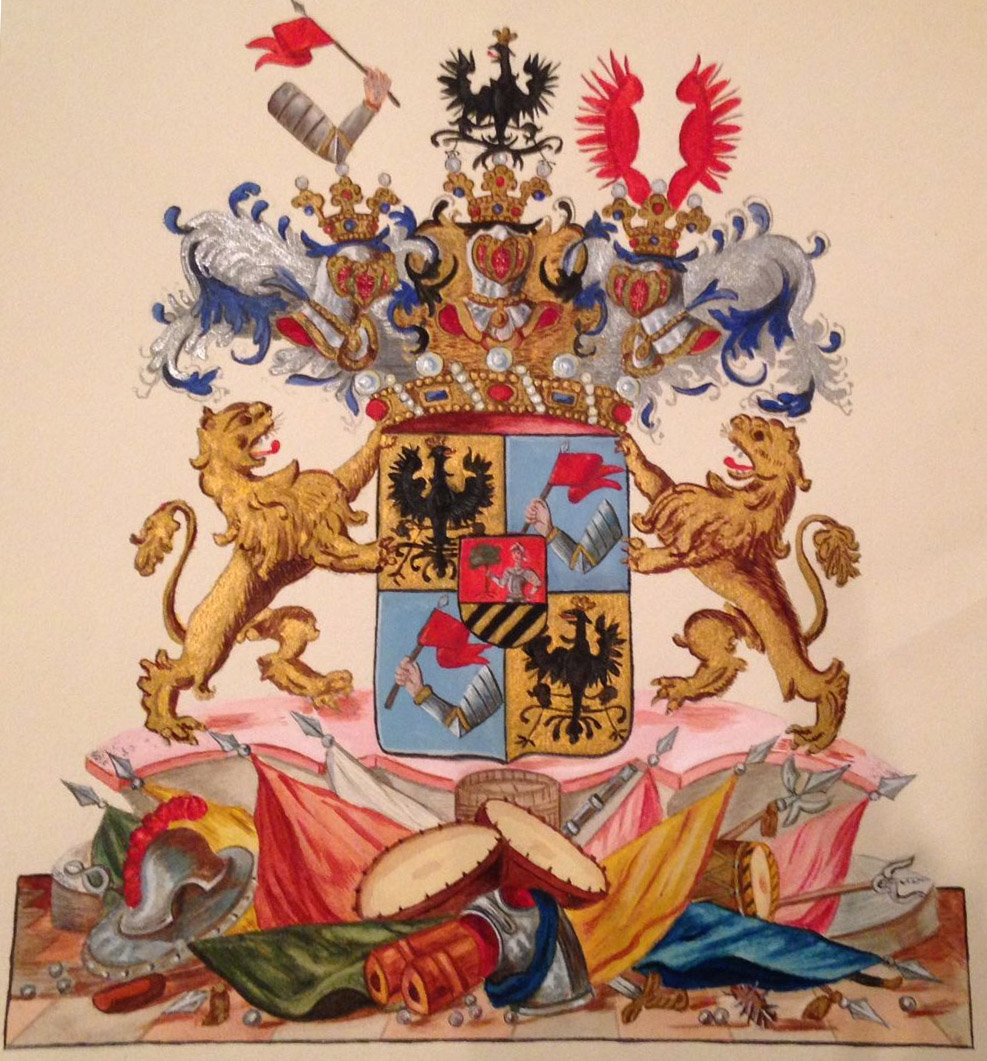
Wappen der Longo-Liebenstein

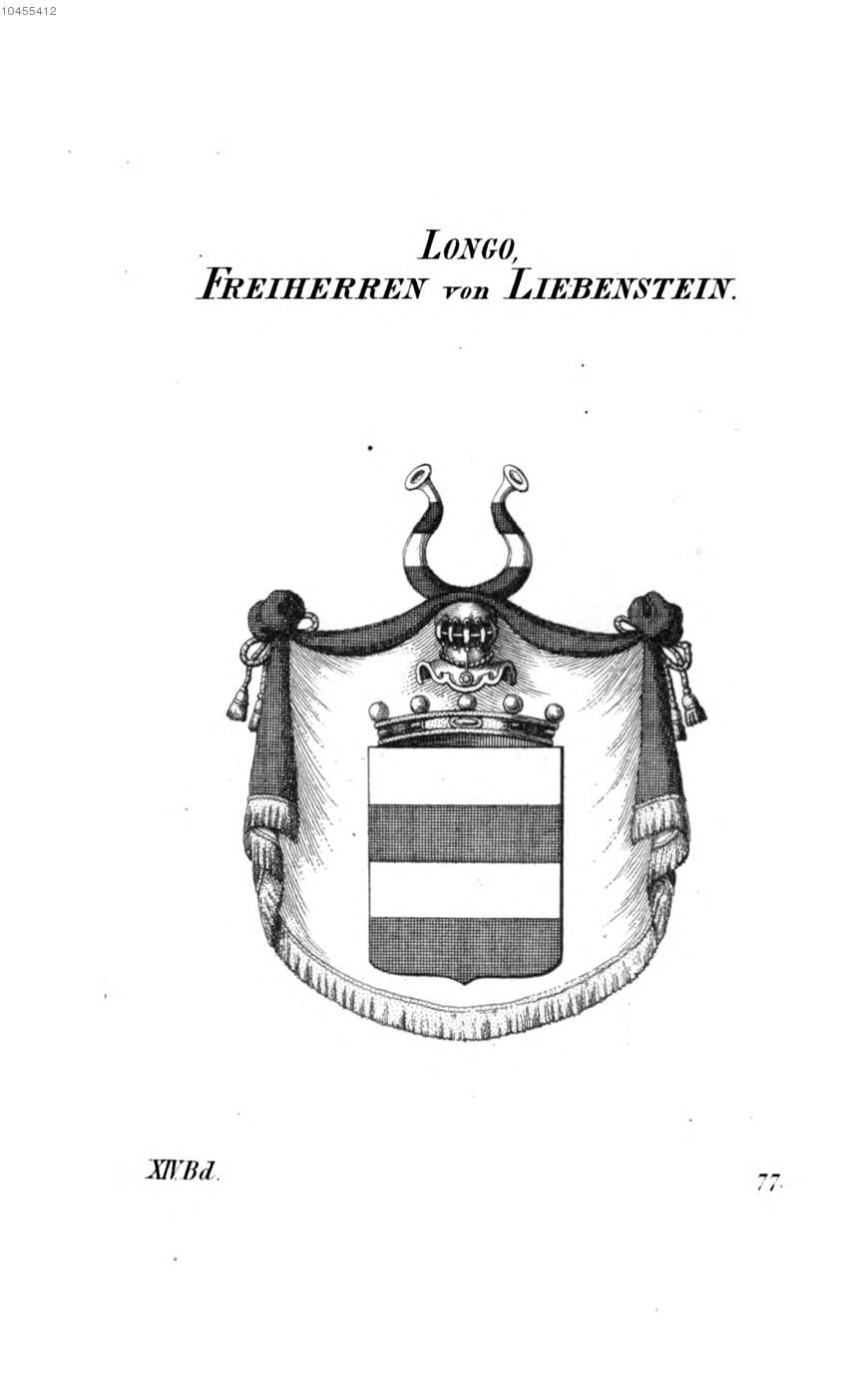
Wappen der Freiherren Longo

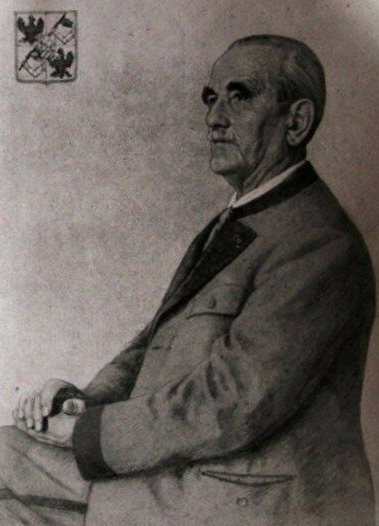
Felix von Longo-Liebenstein (1888–1961)

Longo von Liebenstein auch Longo-Liebenstein, Longo-Liebenstein auf Wellenburg und Langenstein, bzw. Lang-Liebenstein ist der Name eines österreichischen, ursprünglich tirolischen briefadeligen Geschlechts. 

## Geschichte
Am 29. Januar 1656 erlangte Joannes Dominicus Longus in Innsbruck vom Tiroler Landesfürsten Erzherzog Ferdinand Karl von Österreich-Tirol die Adelsfreiheit und ein Wappen. Die gesicherte Stammreihe beginnt mit Thomas Anton von Longo-Liebenstein, verheiratet mit Juliana Theresia geb. Lugg von Spießhof. Die Weinbautradition der Familie reicht bis in das 17. Jahrhundert zurück. Seit ca. 1770 befindet sich das Weingut Viller Schlössl in Vill bei Neumarkt im Südtiroler Unterland im Familienbesitz. Am 11. November 1803 wurde dem inner- und oberösterreichischen, wirklichen Appellationsrat Felix Anton Reichsritter von Longo bzw. von Lang-Liebenstein von Kaiser Franz I. mit dem Prädikat "auf Wellenburg und Langenstein" der Freiherrenstand verliehen, sowie 1808 auch dem k. k. Truchsess und niederösterreichische Landrat Peter Alcantra von Longo. Aus der am 6. Juli 1800 geschlossenen Ehe des k. k. Landrechtspräsidenten zu Görz Johann Peter Anton von Longo-Liebenstein mit Brigitta geb. Freiin Todeschi von Eschfeld stammte der k. k. Landgerichtspräsident zu Klagenfurt Felix von Longo-Liebenstein. Dessen Sohn aus zweiter Ehe mit Anna Kronegger war Dr. med. Anton von Longo-Liebenstein, Abgeordneter im Tiroler Landtag. Nach dem österreichischen Adelsaufhebungsgesetz von 1919 verlor die Familie ihre Adelsprivilegien und nannte sich in Österreich fortan Longo. Seit Mitte des 20. Jahrhunderts produzierten die Barone Longo auf ihrem Gut in Vill den Baron-Longo-Wein zunächst für den Eigenbedarf. Die Longo-Liebenstein bestehen gegenwärtig fort.      

## Besitzungen (Auswahl)
- Palais Longo in Neumarkt
- Viller Schlössl in Vill
- Schloss Ehrenhausen in Klagenfurt[9]

## Stammreihe
1. Thomas Anton, ⚭ Juliana Theresia Lugg von Spießhof
2. Felix Anton (I.), ⚭ Catharina Antonia Lanser zu Hocheppan
3. Thomas Bernhard, ⚭ Anna Clara Savioli
4. Johann Ferdinand, ⚭ Magdalena Freiin von Manikor von Casez zu Freyegg
5. Christian Felix, ⚭ Susanna Fieger von Friedberg
6. Bernhard Joseph, ⚭ Anna Theresia von Conzin von Ritschenegg
7. Philipp August, ⚭ Maria Salome von Mörl zu Pfalzen und Sichelburg
8. Johann Christian, ⚭ Maria Ursula Gräfin Spaur zu Pflaum
9. Peter Emanuel, ⚭ Maria Ursula von Frankenberg
10. Felix Anton (II.), ⚭ Pacifica Anna von Sardagna zu Meapsberg und Hohenstein
11. Johann Peter Anton, ⚭ Brigitta Freiin Todeschi von Eschfeld

## Persönlichkeiten
- Anton von Longo-Liebenstein (1853–1925), österreichischer Mediziner und Politiker
- Felix von Longo-Liebenstein (1803–1881), österreichischer Jurist und Politiker, Landtagsabgeordneter